# Giovan Battista Bellaso
Giovan Battista Bellaso (né en 1505 à Brescia, en Lombardie et mort à une date inconnue dans la seconde moitié du XVIe siècle) était un cryptographe italien du XVIe siècle. On ne sait presque rien de sa vie. Le chiffre de Vigenère doit son nom à Blaise de Vigenère, bien que Giovan Battista Bellaso l'ait inventé avant que Vigenère ne décrive son système de chiffrage.

## Biographie
Bellaso est né d'une famille de notables en 1505. Son père était Piervincenzo, un patricien de Brescia, propriétaire depuis le XVe siècle d'une maison en ville et d'un domaine situé à proximité de Capriano.  Son quartier, appelé Fenili Belasi (les granges de Bellaso), comprenait la chapelle de la Sainte Trinité. Son aumônier recevait chaque année un salaire régulier et une provision de bois de chauffage.  
Les armoiries de sa famille représentaient sur un fonds bleue rois têtes de lion d'or à la langue rouge, vues de profil.   

En 1538, Bellaso a obtenu un diplôme en droit civil à l'université de Padoue.   

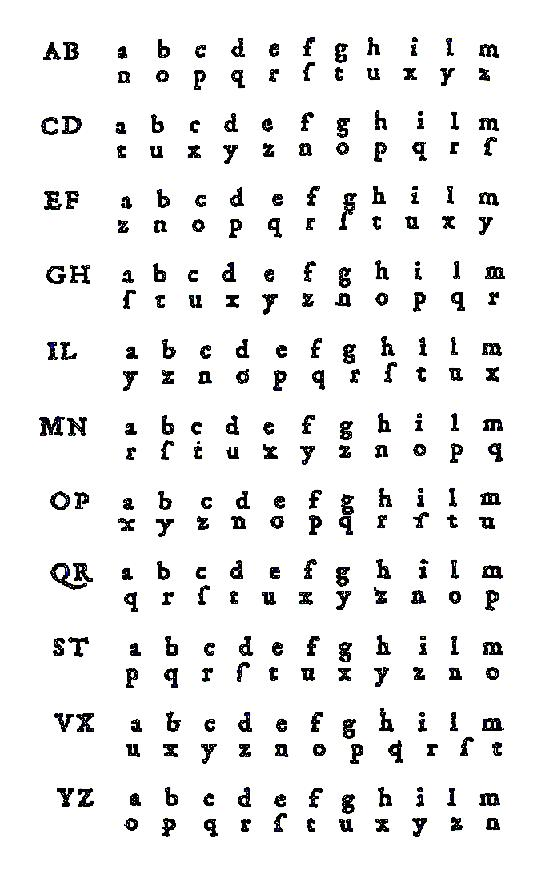
La cifra del Sig. Giovan Battista Bellaso ... Venise, 1553, table de réciprocité

Giovan Battista Bellaso est le premier à utiliser des clés littérales (i.e un mot, généralement de quelques lettres) pour chiffrer des messages.
Son idée s'applique à n'importe quelle méthode de chiffrement, son principal intérêt résidant dans le fait qu'une telle clé est facilement mémorisable (pas besoin de l'écrire, ce qui, en cryptographie, est toujours dangereux).
Giovanni Battista Della Porta s'inspirera beaucoup de ces clés dans ses travaux. On lui doit notamment la création du système de chiffrement de Vigenère, faussement attribué après coup à Blaise de Vigenère qui lui donna son nom.

## Œuvres
- (it) La cifra, Venezia, 1553 (lire en ligne)
- (la) Novi et singolari modi di cifrare, Brescia, Lodovico Britannico (1.), 1555 (lire en ligne)
- Il vero modo di scrivere in Cifra con facilità, prestezza, et securezza di Misser Giovan Battista Bellaso, gentil'huomo bresciano, Brescia, 1564.